# Anodonta dejecta
Anodonta dejecta är en musselart som beskrevs av Lewis 1875. Anodonta dejecta ingår i släktet Anodonta och familjen målarmusslor. Inga underarter finns listade i Catalogue of Life.